# Burgwall Knoblauch

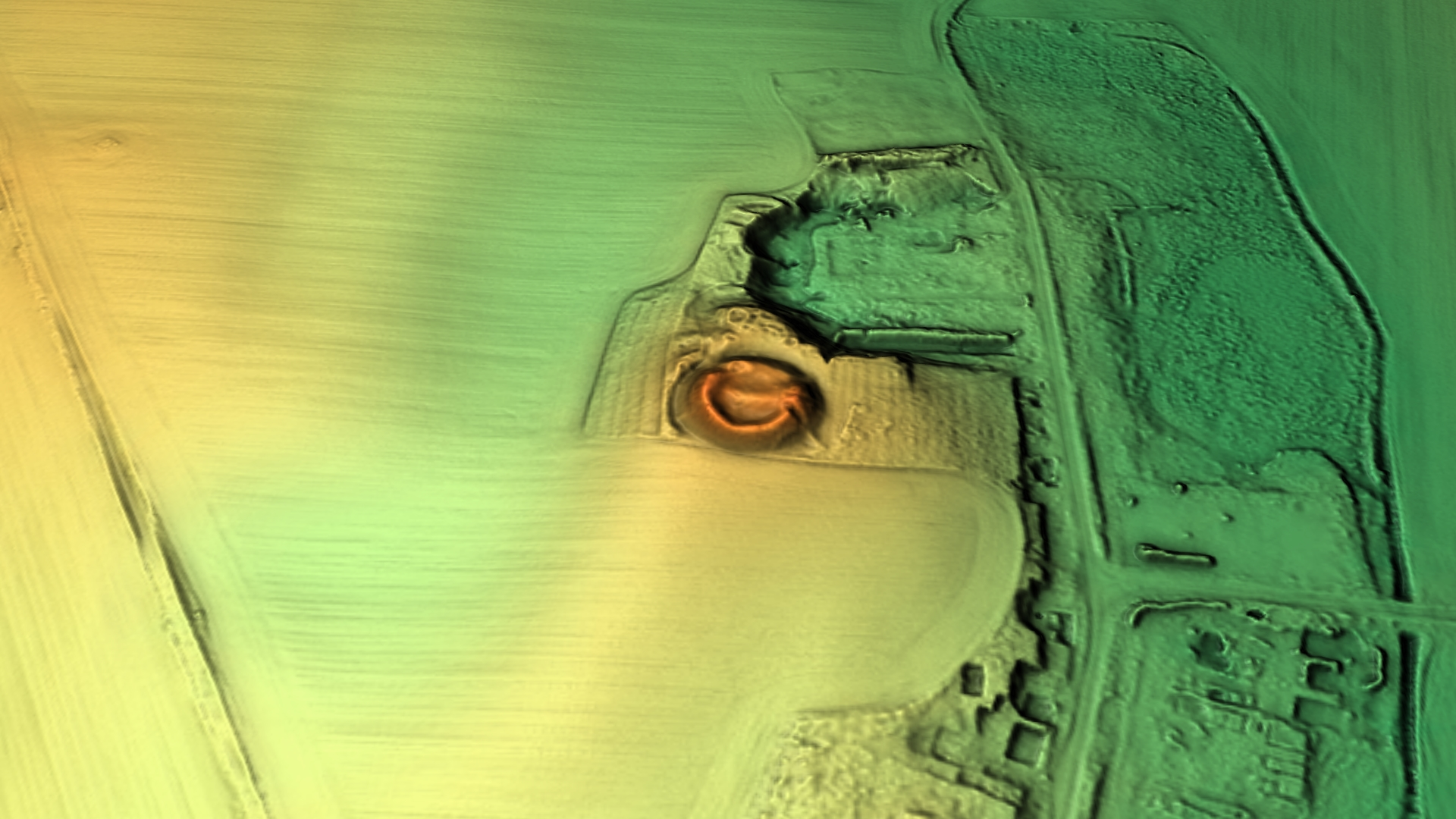
3D-Ansicht des digitalen Geländemodells

Bei dem Burgwall von Knoblauch, einem ehemaligen Ortsteil der Gemeinde Ketzin/Havel im Landkreis Havelland, handelt es sich um den Burgstall einer slawischen Niederungsburg, einen slawischen Burgwall.
Der Ort wurde 1968/69 zugunsten eines Erdgasspeichers aufgegeben, der Burgwall blieb dabei aber erhalten. Es handelt sich um einen ovalen, circa 60 Meter großen Ringwall auf einer natürlichen Erhebung. Man kann in ihm den Sitz eines lokalen Adligen vermuten, der das umliegende Gebiet verwaltete. Nach Funden vor Ort muss die Burg im 10. bis 11. Jahrhundert entstanden sein. Nachdem das Gebiet um 1150 unter deutsche Hoheit gekommen war, wurde die Anlage weiter genutzt. Hier bestand nun eine frühdeutsche Höhenburg. 1197 wurde der Ort erstmals als Clebeloc erwähnt.